# 마쓰다이라 다다쓰구 (고이 마쓰다이라가)
마쓰다이라 다다쓰구(松平忠次, 1521년 ~ 1547년 11월 10일)는 센고쿠 시대의 무장으로, 마쓰다이라 노부나가의 아들이자 고이 마쓰다이라 가의 4대 당주이다. 아들로는 가게타다 등이 있다.
1540년(덴분 9년)과 1545년(덴분 14년)의 두 번에 걸쳐, 오다(織田)의 군세를 안조(安城)에서 막아 격퇴했다. 1547년(텐분 16년) 종가에 적대한 일족 (미키)마쓰다이라 노부타카와 오카자키 미미토리나와테(耳取縄手)에서 싸워 향년 27세로 전사하였다.
장지는 아이치현 가마고리시 고이(五井)의 조센지(長泉寺)이다.
| 전임 마쓰다이라 노부나가 | 제4대 고이 마쓰다이라가 당주 | 후임 마쓰다이라 가게타다 |